# Александър Калдер
Александър Калдер (на английски: Alexander Calder, 22 юли 1898 г. – 11 ноември 1976 г.) е американски скулптор и художник. Известен е най-вече с изобретяването на движещи се скулптури (на английски: Mobile, вид кинетична скулптура).

## Биография
Роден е в Лаунтън близо до Филаделфия, САЩ. Син и внук на скулптор. Дядо му – Александър Милн Калдер – пристига в Пенсилвания от Шотландия през 1868 г. и е известен с колосалната статуя на Уилям Пен в кметството на Филаделфия. Майка му – Нанет Ледерер – е портретист, учила през 1888-1893 г. в Париж. Баща му – Александър Стърлинг Калдер – е известен скулптор във Филаделфия. Израства в ранчо в Аризона, след това в Пасадина. От детство се занимава със скулптура; движейки се след баща си от град на град, той винаги е имал собствена детска „работилница“ редом до бащината. През 20-те години работи като художник във вестник, дизайнер на циркови представления.
Между 1915 и 1919 г. следва в Технологичния институт на Стивънс, като получава диплома на машинен инженер. През 1922 г. в Ню Йорк посещава вечерни курсове по рисуване, през 1923 г. завършва курс в Нюйоркското училище по изкуства „Art Students League“.
През 1926 г. се мести в Париж, където постъпва в Академията Гранд Шомиер. Върти се в кръговете на сюрреалистите и конструктивистите. Това е времето, когато Калдер изнамира нова форма на скулптура – телени фигурки. Тези фигурки са като рисунки в пространството, надарени с хумор и подвижност на марионетки; гъвкавият материал, от който са направени, улеснява смяната на позите на фигурките.
През 1931 г. става част от групата на нефигуративните художници „Абстракция-Създаване“ (на френски: Abstraction-Création).
Калдър се интересува силно от цирка и затова създава миниатюрен модел на циркова арена, изпълнен с много фигурки на циркови артисти – „Циркът на Калдер“ (1926-1930). Персонажи, изработени от меки материали, са пуснати в движение с конци, жици, гумени тръби, а авторът на тази играчка организира представления за своите приятели.
При посещение в ателието на Пит Мондриан през 1930 г. Калдер открива потенциала за обобщено моделиране на структурите на реалния свят. Отхвърляйки фундаменталната статичност на неопластицизма на Мондриан, той си поставя задачата да създава динамични системи, отразяващи непрекъснатата изменчивост на природата. Друг стимул за прехода към кинетично изкуство са впечатленията, получени в планетариума, където се демонстрират движенията на небесните тела. В началото на 30-те години Калдeр започва да създава абстрактни динамични дизайни, т.нар. мобили. Ранните мобили, понякога много близки до композициите на Мондриан, са били управлявани от мотор.
По-нататък Калдер изоставя механиката и намира „естествен“ начин да динамизира формата, като изчислява собствения ѝ конструктивен баланс, съотношението на опорните и окачените елементи. Леките пластини, прикрепени към тънки метални пръчки, вибрират непрекъснато, а цялата система се люлее и върти при най-малко подухване на вятър. Опирайки се на инженерни познания, Калдер точно изгражда структури с нестабилно равновесие и учените многократно са ги разглеждали като визуални модели на реалните процеси, протичащи в природата. Мобилите са поставяни на вертикални опори, прикрепяни са към стена със скоби, но най-често са окачени за тавана. През 50-те години мобилите на Калдер стават украса на много интериори поради своите декоративни качества, които са в добро съгласие с архитектурата на функционализма.
Паралелно с работата над мобилите, Калдер създава т.нар. стабили – статични скулптури от боядисан метал. Ранните стабили, малки по размер, имат вид на невиждани животни, плод на фантазията на художника. По-късно, с получаването на поръчки за декорация на площади, те придобиват характера на монументални скулптури. Големи конструкции, сглобени от метални плоскости с различни очертания, се врязват в пространството, оставяйки в него обширни отвори под формата на сводести участъци. Повтаряйки формите на технически конструкции (мостове, строителни рамки, фабрично оборудване), те едновременно съдържат образите на органичния свят – фигури на хора, екзотични животни, излитащи или спускащи се птици.
Друга форма на изкуство, която увлича Калдер, е създаването на бижута. Започва да ги прави още в детството си за куклите на сестра си Маргарет. Отначало използва като материал единствено медна тел, по-късно работи със стомана, месинг, сребро и други материали. Бижутата на Калдер придобиват широка популярност през 30-те и 40-те години на 20. век. През 1940 г. галерия „Уилард“ с успех е домакин на първата изложба с негови авторски бижута. Носили са ги Пеги Гугенхайм, Нишел Никълс, Симон дьо Бовоар и други известни личности. Днес цената на някои бижута на Калдер достига стотици хиляди долара.
От 50-те години на 20. век Калдер се съсредоточава основно върху монументалната скулптура. През 1966 г. публикува „Автобиография със снимки“.
Умира от Инфаркт на миокарда, малко след като открива своя голяма ретроспективна изложба в музея „Уитни“ в Ню Йорк.

## Семейство
През 1929 г., пътувайки с параход от Париж за Ню Йорк, Калдер среща бъдещата си съпруга Луиз Джеймс, племенница на писателя Хенри Джеймс и философа Уилям Джеймс, с която живее до края на живота си. Женят се през 1931 г. Калдер и Луиза се завръщат в Америка през 1933 г. в закупена от тях ферма в Роксбъри, Кънектикът, където се раждат двете им дъщери – Сандра (р. 1935) и Мери (р. 1939).
По време на Втората световна война Калдър се опитва да постъпи в морската пехота, но е отхвърлен.
През 1955 г. той и Луиза пътeшестват из Индия в продължение на три месеца. По това време Калдер създава девет скулптури, както и някои бижута.

## Галерия
- Опашката (1953), Шотландска национална галерия за модерно изкуство
- Акустичен таван (1953), Централен университет на Венецуела, Каракас, Венецуела
- Четирите елемента (1961), Музей за модерно изкуство, Стокхолм, Швеция
- Мравоядът (1963), Ротердам, Нидерландия
- Глави и опашка (1965), Берлин, Германия
- Трите крила (1967), Гьотеборг, Швеция.
- Три диска, един липсва (1968), Филаделфия, САЩ
- Бобина (1970), Канбера, Австралия
- Човекът, за Expo 67 в Монреал
- Точки и криви (1970), Скулптурна градина на музея в Мьонхенгладбах, Германия
- Въоръженият с алебарда (1971), Хановер, Германия
- Страшник с червен диск (1973), Щутгарт, Германия
- Висока скорост (1969), Гранд Рапидс, Мичиган, САЩ

## За него
- Baal-Teshuva, Jacob. Alexander Calder 1898–1976. Taschen, Cologne 2002, ISBN 3-8228-7915-0.
- Calder, Alexander. An Autobiography With Pictures. Pantheon Books, 1966, ISBN 978-0-394-42142-1
- Calder Hayes, Margaret. Three Alexander Calders: A Family Memoir. Paul S. Eriksson, 1977, ISBN 0-8397-8017-6.
- Guerrero, Pedro E. Calder at Home. The Joyous Environment of Alexander Calder. Stewart, Tabori & Chang, New York, 1998, ISBN 978-1-55670-655-4
- Prather, Marla. Alexander Calder 1898–1976. National Gallery of Art, Washington DC, 1998, ISBN 978-0-89468-228-5, ISBN 978-0-300-07518-2
- Rosenthal, Mark, and Alexander S. C. Rower. The Surreal Calder. The Menil Collection, Houston, 2005, ISBN 978-0-939594-60-3
- Rower, Alexander S. C. Calder Sculpture. Universe Publishing, 1998, ISBN 978-0-7893-0134-5
- Barbara Zabel, Calder's Portraits 'A New Language' (Washington, Smithsonian Institution Scholarly Press, 2012).
- Thalacker, Donald W. The Place of Art in the World of Architecture. Chelsea House Publishers, New York, 1980.